# Ressecção em cunha
Ressecção em cunha ou segmentectomia é um procedimento cirúrgico para remover um segmento de tecido pulmonar, geralmente em forma de cunha. Pode ser utilizado para a ressecção de um tumor ou algum outro tipo de tecido que deva ser removido, estendendo-se, tipicamente, para o tecido normal adjacente.
Estudos relatam que a ressecção em cunha em pacientes com câncer de pulmão em estágio inicial (lesões T1) apresenta sobrevida em 5 anos semelhante à dos pacientes submetidos a lobectomia. Porém a incidência de recidiva local de doença é cerca de três vezes maior nos pacientes submetidos à ressecção em cunha, um procedimento menos extenso do que a lobectomia.